# Холл, Том
Том Холл (англ. Tom Hall; род. 2 сентября 1964) — американский геймдизайнер родом из штата Висконсин.

## Биография
Родился 2 сентября 1964 года.
Поступил в университет Висконсин-Мэдисон, где получил степень бакалавра компьютерных наук. В 1987 работал программистом и редактором в Softdisk Inc.  (компании, выпускающей ряд ежемесячных «дискетных журналов»).
Наряду со своими коллегами — Джоном Ромеро, Джоном Кармаком, а также Адрианом Кармаком он основал id Software. При своей работе над такими играми как Wolfenstein 3D, Spear of Destiny, Doom, а также серией Commander Keen Том занимал в компании должность арт директора и дизайнера.
Когда у него возникли разногласия с Джоном Кармаком о дизайне игры Doom, он оставил компанию и перешёл работать в 3D Realms, подразделение Apogee. Том Холл являлся дизайнером игры Rise of the Triad, продюсером Terminal Velocity, а также подавал идеи при разработке Duke Nukem II и Duke Nukem 3D. Также он занимался разработкой движка игры Prey до самого своего ухода из Apogee 12 августа 1996 года.
В последующем Холл основал вместе с Джоном Ромеро Ion Storm, где он занимался разработкой игры Anachronox — одной из наиболее известных (помимо Commander Keen) его творений. Самым крупным хитом компании является игра Deus Ex, в которой Том Холл озвучивал некоторых персонажей. После этого он совместно с Джоном основали другую компанию — Monkeystone Games, компанию, которая уже не пыталась «хватать звёзды с неба». Ими была выпущена игра Hyperspace Delivery Boy!, которую разработал Том, а Джон занимался программированием. Выпущена игра была в 2002 году. Компания была закрыта в 2005, после того, как Холла и Ромеро наняли в Midway Games.
В этом же году Холл ушёл также из Midway Games, и стал независимым игровым консультантом в Остине, штат Техас, США до февраля 2006 года, когда он присоединился к новой студии KingsIsle Entertainment, появившейся в этом регионе, и в которой находится до сих пор.

## Dopefish
Холл является автором персонажа Dopefish — большой, зелёной, тупоголовой рыгающей рыбы с торчащими зубами, которая только и делает что плавает и жрёт. Впервые этот персонаж появляется в четвёртом эпизоде игры Commander Keen, а впоследствии упоминания о ней встречаются во многих компьютерных играх.

## Озвучивание персонажей
Том Холл озвучивал голоса таких персонажей как:
- Deus Ex

1. Morpheus
2. Howard Strong
3. Walton Simons
4. Barman Vince

- Deus Ex: Invisible War

1. Руководитель проекта (вступительный ролик)

- Anachronox

1. PAL-18
2. Councilman Willis
3. Dr. Hush-Hush
4. Eddie the Chew

- Rise of the Triad

1. El Oscuro
2. Death Monks

## Список игр
Ниже приводится список игр, в которых Том Холл принимал участие в разработке.
- Ion Storm

1. Anachronox

- id Software

1. Doom (семь уровней, добавление в игру транспортёров и др. мелких деталей)
2. Spear of Destiny
3. Wolfenstein 3D
4. Aliens Ate My Baby Sitter!
5. Commander Keen in «Goodbye, Galaxy!»
6. Commander Keen in «Invasion of the Vorticons»
7. DOOM II (уровень № 10 — остался нерабочим)

- 3D Realms

1. Prey (ранние стадии разработки)
2. Extreme Rise of the Triad
3. Terminal Velocity (сопродюсер)
4. Rise of the Triad
5. Duke Nukem II (дизайн боссов)
6. Duke Nukem 3D (сюжет, бомбы-ловушки)
7. Wacky Wheels (небольшая помощь по концепту)
8. Hocus Pocus (небольшая помощь по концепту)

- id для Softdisk

1. Commander Keen in «Keen Dreams»
2. Catacomb 3D
3. Hovertank One
4. Rescue Rover I
5. Rescue Rover II
6. Dangerous Dave in the Haunted Mansion
7. Shadow Knights
8. Catacomb II
9. Slordax

- Softdisk GS

1. Legend of the Star Axe

- Softdisk

1. Aztec Temple
2. Ed's Superspy Course
3. Amusement Park
4. The Silver Cow
5. (и множество других)